# 竹野大輝
竹野 大輝（たけの だいき）は、NHKのアナウンサー。

## 人物
東京都小金井市出身。
一橋大学経済学部卒業後、2016年入局。
初任地は富山放送局。2020年に佐賀放送局、2024年4月に東京アナウンス室へ異動。
2024年4月から『ニュースウオッチ9』（リポーター）担当となることが同年2月14日に発表された。

## 嗜好・挿話
- 本人がかかわるWEBによれば、大学生のとき、学生主催のイベントに積極的に参加していた[4][5]。
- 第100回全国高等学校野球選手権大会の放送に、富山の「ふるさとリポーター」として登場。放送席から呼びかけられた際、先ず伝えるべき主体である出場校のチームや応援団の紹介より前に、自分自身のフルネームを名乗ってからリポートを始めた。

## 現在の担当番組
- ニュースウオッチ9（リポーター：2024年4月1日[3] - ）
- サタデーウオッチ9（リポーター：2025年4月5日[6] - ）
- ラジオニュース 不定期（主に平日の13時、14時、15時（ニュース・気象情報）、16時）（2024年4月 - ）
- ニュース645（日曜不定期：2025年5月11日 - ）

## 過去の担当番組
富山放送局時代（2016年度 - 2019年度）
- どーも、NHK（2016年6月12日） - 新人お披露目
- ニュース富山人（不定期・梶原典明のキャスター代行など）
- 富山県のニュース・中継・リポート
- ニュースとやま845
- ラジオ富山人（リポーター）

佐賀放送局時代（2020年度 - 2023年度）
- ニュースただいま佐賀（キャスター：2020年4月6日 - 2024年3月22日） [7]
- 佐賀県のニュース・中継・リポート
- ニュースおかえり佐賀845
- NHK佐賀放送局開局80年「つながろう、もっと、ギュッと」スペシャル!（2021年12月10日）
- 大雨関連特設ニュース（2023年7月10日・全国放送） - 佐賀放送局より佐賀県の災害状況を伝えた[注釈 1]。
- 大雨関連特設ニュース（2023年7月10日・九州沖縄地方） - 佐賀放送局より佐賀県の災害状況を伝えた[注釈 2]。
- ニュース「記録的大雨から1週間」（2023年7月17日・九州沖縄地方）- 佐賀放送局より佐賀県の被災状況を伝えた[注釈 3]。
- 列島縦断 宝メシグランプリ2024 第1部（2024年1月8日） - 佐賀県唐津市からのリポーター
- 令和6年能登半島地震の災害報道対応による金沢放送局への応援派遣
  - かがのとイブニング、NHKニュース7（2024年1月19日） - 穴水町から中継リポート
  - 石川県のニュース・ライフライン情報、NHKニュース7（2024年1月20日） - 金沢市から中継リポート
  - 能登半島地震石川県のニュース・ライフライン情報（2024年1月21日） - ニュースリーダー（ライフライン情報のみ）
- 月刊 発見佐賀!食べごろギュッとくん
  - 「シリタイ疑問を大調査!」（2024年2月9日）

東京アナウンス室時代（2024年度 - ）
- NHKニュースおはよう日本（矢崎智之の5時台代理キャスター：2025年8月4日 - 8日）

## 同期のNHKアナウンサー
- 浅野里香
- 江原啓一郎
- 押尾駿吾
- 小野文明
- 川﨑理加
- 佐々木芳史
- 澤田拓海
- 佐藤あゆみ（退職→フリーアナウンサー）
- 高栁秀平（退職→博報堂DYメディアパートナーズグループ）
- 中川安奈（退職→ホリプロ）
- 中村慎吾
- 法性亮太
- ホルコムジャック和馬